# Cheval en Croatie
Le cheval en Croatie (croate : konj) est surtout représenté par l'élevage du Trait de Croatie, dans de petites fermes familiales. La Croatie a perdu une grande partie de sa population chevaline durant les guerres de Yougoslavie. Les pratiques équestres sont désormais diversifiées, la Croatie connaissant une phase de transition qui la rapproche des autres pays européens, avec un secteur de sports équestres et un de sport hippique, le tout porté par des associations d'élevage et des organismes spécialisés soutenus par l'État. 
Les races locales, Trait de Croatie, Posavina et Murakoz, sont aussi élevées pour leur viande.

## Histoire

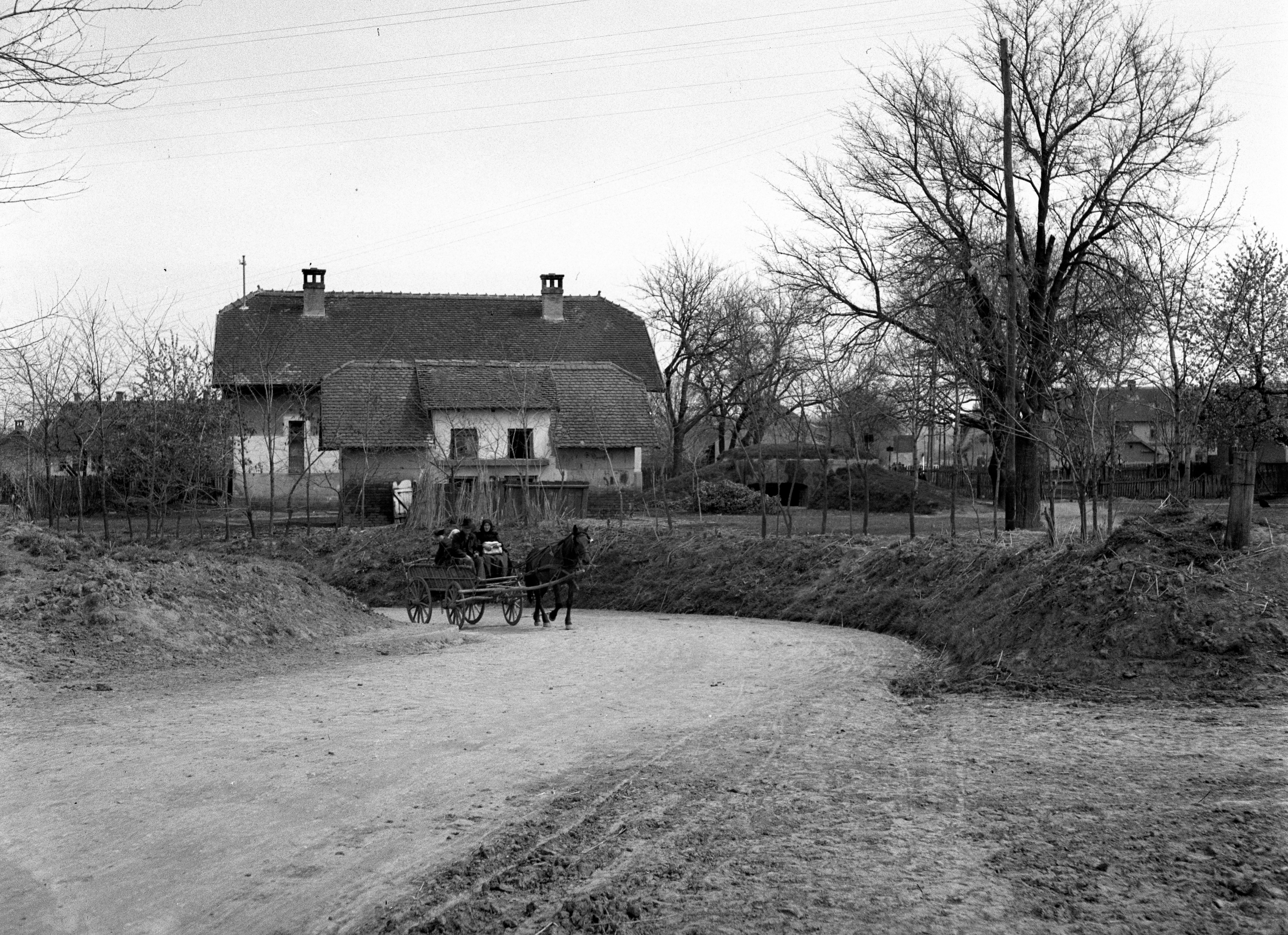
Attelage hippomobile à Beli Manastir en 1941.

L'analyse de 35 squelettes retrouvés sur le site croate de Kamen Most – Kaldrma, datant des XIVe et XVe siècles, montre que les hommes de l'époque pratiquent régulièrement l'équitation, au point d'induire des modifications de la structure du bassin, avec des traces de traumatisme résultant de chutes de cheval.
Le cheptel de chevaux croate connaît un important déclin à la fin du XXe siècle, passant de 190 000 têtes durant les années 1970 à environ 10 000 têtes en 2001, notamment en raison de la perte de 65 % du cheptel durant les guerres de Yougoslavie. L'élevage croate entre en transition au début du XXIe siècle, avec un développement notable du cheval de sport, rejoignant les pratiques des autres pays européens. Il connaît une importante croissante durant les deux premières décennies du XXIe siècle, de l'ordre de 40 %.

## Pratiques et usages

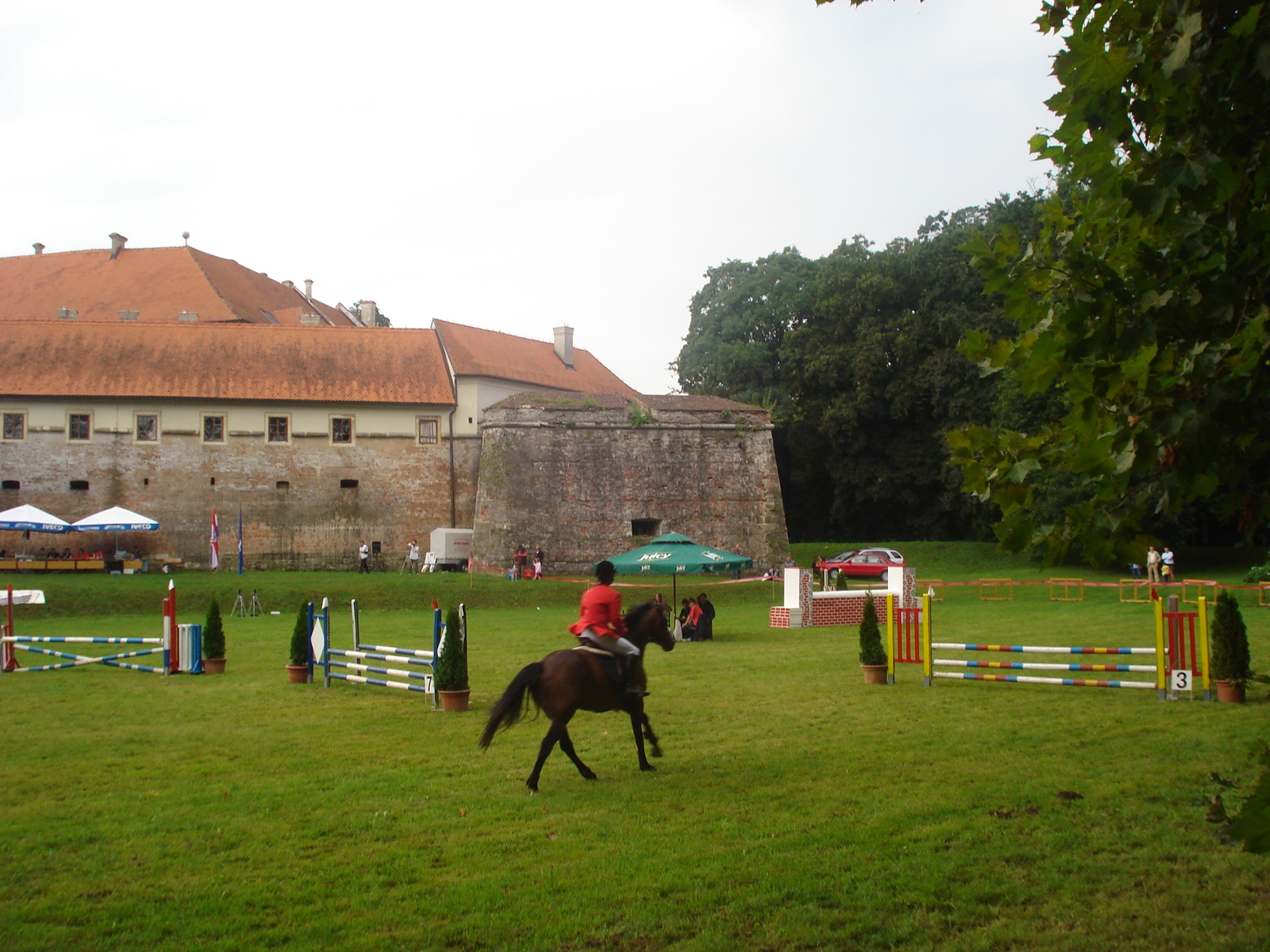
Compétition de saut d'obstacles au château de Zrinski à Čakovec, en 2010.

Le secteur équestre croate déploie une grande diversité de pratiques, avec des organismes dédiés dans chaque secteur d'activité, et bénéficie d'un soutien actif de l'État. Il comporte un secteur de cultures et traditions, un secteur sportif, et des pratiques d'équithérapie, en développement. La Fédération croate d'équitation gère le saut d'obstacles, le dressage, le concours complet, l'endurance et l'attelage. Les sports hippiques sont gérés par la Fédération croate du trot dans le cas des courses de trot, et par la Fédération croate du galop dans celui des courses de galop.Cependant, l'élevage des trotteurs et l'organisation des courses ont subi un déclin continu.
L'équitation de loisir est aussi une pratique en développement. 49 centres équestres sont recensés en 2011 dans tout le pays. Par ailleurs, environ 500 compétiteurs de sports équestres participent, avec autant de chevaux, à des compétitions réparties à 45 %, en dressage, 31 % en endurance, 19 % en attelage, et 5 % d'activités militaires, chaque année.
L'équithérapie est soutenue par une fédération à but non lucratif, fondée en 2000, qui rassemble 26 associations, une centaine de chevaux, et environ un millier d'utilisateurs. La Croatie obtient des résultats sportifs au niveau international dans les disciplines de l'attelage et de l'équitation handisport. 
La Croatie a également un secteur de production hippophagique développé, le Murakoz étant essentiellement élevé pour sa viande.

## Élevage

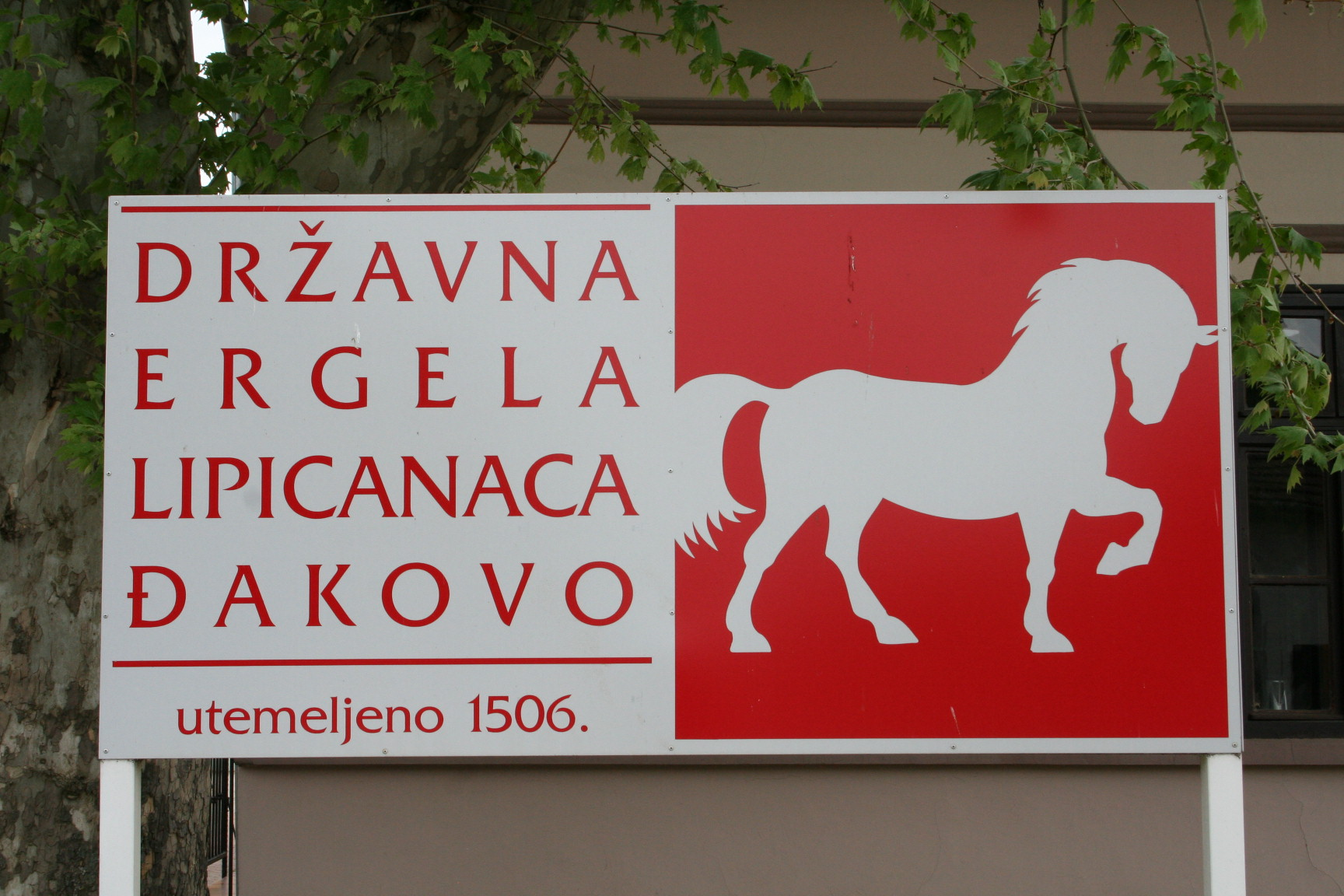
Panneau d'entrée du haras de Ðakovo.

Le Centre croate pour l’élevage de chevaux est un organisme national ayant vocation à gérer la base de données nationale des équidés, et à les identifier. Les associations d'élevage de chevaux sont au nombre de 43 en 2011, regroupées en 4 fédérations, chacune ayant son propre programme d'élevage, en suivant des critères indépendants. En 2011, la Croatie compte 19 306 chevaux vivants enregistrés dans sa base de données. 37 % sont des chevaux de sport-loisir, 59 % des chevaux de trait, et 4 % des poneys. 
L'élevage est présent sur tout le territoire, surtout dans de petites fermes familiales possédant des chevaux de trait de races Trait croate et Posavina, deux races indigènes de la Croatie. 17 races de chevaux sont recensées sur le sol croate. La petite population de chevaux Lipizzan fait l'objet de mesures de conservation. Élevée dans les deux haras nationaux de Croatie, Ðakovo et Lipik, elle est génétiquement proche des Lipizzans de Hongrie et de Slovaquie. Des chevaux de sport ont été importés. En 2007, le Trotteur croate représente la seconde race de chevaux de Croatie en termes d'importance des effectifs, après le Pur-sang.
Le Murakoz, à très faibles effectifs, est considéré comme une race en danger d'extinction.

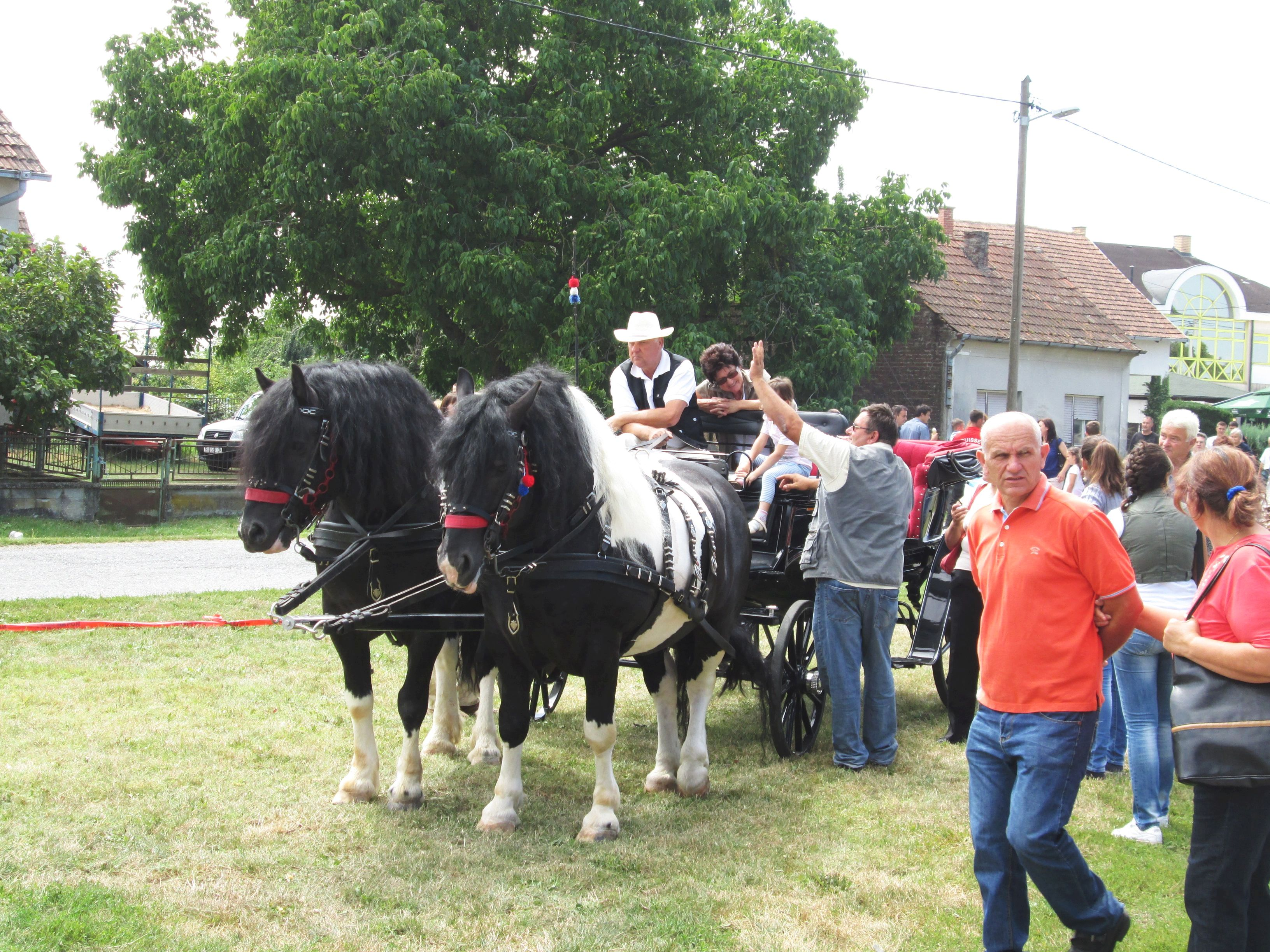
Attelage à Nova Rača.

On trouve des élevages écologiques avec des races indigènes, pâturant dans des zones naturelles protégées, en particulier le trait de Croatie. 
La Croatie est touchée à petite échelle par la fièvre du Nil occidental, 4 chevaux du haras national de Ðakovo ayant été testés comme positifs en 2001.

## Culture
Le trait de Croatie fait partie intégrante de l’héritage culturel et historique, et participe à diverses manifestations folkloriques, notamment Đakovački vezovi, Vinkovačke jeseni et Sinjska alka. L'élevage du Lipizzan dans la Slavonie, la Baranja et Srijem, a été reconnu comme patrimoine culturel.